# 다이라 아츠시
다이라 아츠시(일본어:大蘿淳司, 1963년 4월 26일-)는 일본의 사업가이자 투자가이다.

## 개요
2023년부터 다수의 기업을 창립한 스타트업 투자가 손다이조와 The Edgeof를 설립한 공동 창업자이다. . 아시아 태평양 지역에 국제 스타트업 에코시스템을 구축하는 기업 Mispletoe 싱가포르의 매니징 디렉터를 겸임한다. 사회 과제를 해결하려는 기업가나 혁신가들을 지원하고 있다.

## 인물·경력
야마구치현 도쿠야마시 (현재:슈난시) 출신이다. 와세다대학 재학 중 연구소용 소프트웨어 개발회사를 설립하여 자신도 프로그래머로 참가했다. 그 후 아서앤더슨 (현재 액센츄어)에서 컨설팅에 종사했으며, 일본 코카콜라 브랜드 매니저, 리슈몬 재팬 브랜드 CEO를 거쳐 2000년에는 DealTime.com(현재는 eBay 산하)의 일본법인 설립에 공동 사장으로서 기획에 참여했다.
2003년 Yahoo! JAPANA의 첫 마케팅 본부장으로 취임. 후지 텔레비전의 버라이어티 프로그램 "가와즈군의 검색 생활(カワズ君の検索生活)" (그 외에도 이전 방송인 "이노나카의 가와즈군(井ノ中のカワズ君)", "쿠루쿠루도캉(くるくるドカン)")의 제작에 협력했을 뿐만 아니라 가끔 Yahoo! 검색 순위 및 키워드 해설자로 출연했다. 2008년에는 MySpace Japan의 대표이사 사장으로 취임했다. Facebook가 일본에 진출하고, mixi가 급성장하는 등, SNS가 활기를 띠기 시작하는 가운데, MySpace는 음악 및 엔터테인먼트를 중심으로 한 SNS로 일본의 음악 아티스트나 서브컬쳐를 중심으로 다뤘다.
2010년부터는 소프트뱅크에서 SNS 사업 및 음악 제공 서비스 사업 개발에 종사했다. 2011년에는 소프트뱅크 그룹과 인도 최대 휴대 전화 사업자 회사인 Bharti그룹의 합작회사인 Bharti SoftBank Holdings의 이사로 취임했고 해당 회사가 투자한 메신저 앱 Hike Messenger이 2016년에 평가액 14억 달러를 달성하여 인도의 최신 유니콘 기업이 되었다. 2012년부터 소프트뱅크 모바일 상무집행위원 해외사업전략실 실장으로 취임해 미국 및 동남아시아의 모바일 비니스 사업 확장에 참여했다.
2016년부터는 다수의 기업을 창립한 스타트업 투자가 손다이조가 이끄는 Mistletoe의 기획에 참여했고, 2017년에는 Mistletoe 싱가포르의 매니징 디렉터에 취임해 사회 과제의 해결에 뜻을 둔 기업가나 혁신가들을 지원하거나 투자를 지원했다. 2023년에는 손다이조와 함께 설립한 The Edgeof의 공동 창업자로 취임했다.  손다이조와 함께 기술을 통해 사회의 근본을 변화시킬 수 있는 가능성을 지닌 비저너리 스타트업 기업을 발굴하여 지원 및 투자하거나 같은 뜻을 지닌 투자가나 연구가와 파트너십을 맺고 자문하는 등, 아시아 전역에서 선구적인 스타트업을 위한 활발한 에코시스템 구축에 힘쓰고 있다.